# Laféline
Laféline est une commune française située dans le département de l'Allier, en région Auvergne-Rhône-Alpes.
Lafeline a été renommée Laféline le 3 décembre 1967.

## Géographie

### Localisation
Laféline est située 12 km à l’ouest de Saint-Pourçain-sur-Sioule.
Six communes sont limitrophes de Laféline :
|          | Treban   | Meillard        |
| Le Theil | Laféline |                 |
|          | Fleuriel | Cesset, Bransat |

### Transports
La commune est traversée par les routes départementales 1 (reliant Le Montet au nord-ouest à Saint-Pourçain-sur-Sioule au sud-est), 141 (vers Breuilly, lieu-dit de Cesset), 217 (vers Meillard) et 441. Au sud de la commune, la D 46 relie Montluçon et Montmarault à Saint-Pourçain-sur-Sioule.

### Climat
Pour des articles plus généraux, voir Climat d'Auvergne-Rhône-Alpes et Climat de l'Allier.
En 2010, le climat de la commune est de type climat océanique dégradé des plaines du Centre et du Nord, selon une étude du CNRS s'appuyant sur une série de données couvrant la période 1971-2000. En 2020, Météo-France publie une typologie des climats de la France métropolitaine dans laquelle la commune est dans une zone de transition entre le climat océanique altéré et le climat de montagne ou de marges de montagne et est dans la région climatique Centre et contreforts nord du Massif Central, caractérisée par un air sec en été et un bon ensoleillement.
Pour la période 1971-2000, la température annuelle moyenne est de 10,7 °C, avec une amplitude thermique annuelle de 16,2 °C. Le cumul annuel moyen de précipitations est de 789 mm, avec 10,9 jours de précipitations en janvier et 7,3 jours en juillet. Pour la période 1991-2020, la température moyenne annuelle observée sur la station météorologique de Météo-France la plus proche, sur la commune de Louchy-Montfand à 8 km à vol d'oiseau, est de 11,9 °C et le cumul annuel moyen de précipitations est de 740,6 mm,. Pour l'avenir, les paramètres climatiques de la commune estimés pour 2050 selon différents scénarios d'émission de gaz à effet de serre sont consultables sur un site dédié publié par Météo-France en novembre 2022.

## Urbanisme

### Typologie
Au 1er janvier 2024, Laféline est catégorisée commune rurale à habitat très dispersé, selon la nouvelle grille communale de densité à 7 niveaux définie par l'Insee en 2022.
Elle est située hors unité urbaine. Par ailleurs la commune fait partie de l'aire d'attraction de Saint-Pourçain-sur-Sioule, dont elle est une commune de la couronne,. Cette aire, qui regroupe 14 communes, est catégorisée dans les aires de moins de 50 000 habitants,.

### Occupation des sols

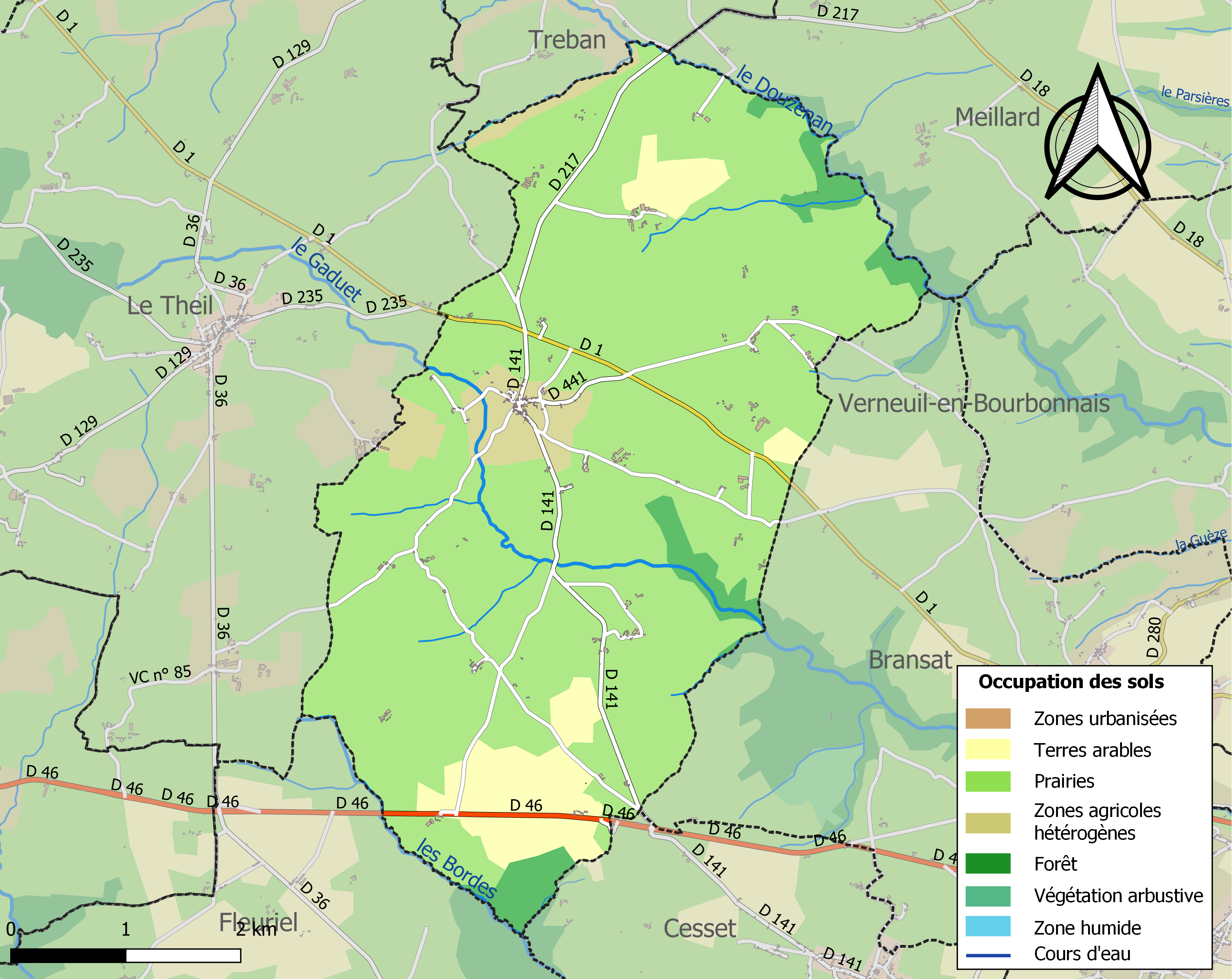
Carte des infrastructures et de l'occupation des sols de la commune en 2018 (CLC).

L'occupation des sols de la commune, telle qu'elle ressort de la base de données européenne d’occupation biophysique des sols Corine Land Cover (CLC), est marquée par l'importance des territoires agricoles (95,3 % en 2018), une proportion identique à celle de 1990 (95,3 %). La répartition détaillée en 2018 est la suivante : prairies (82,8 %), terres arables (7,8 %), zones agricoles hétérogènes (4,7 %), forêts (4,7 %).
L'IGN met par ailleurs à disposition un outil en ligne permettant de comparer l’évolution dans le temps de l’occupation des sols de la commune (ou de territoires à des échelles différentes). Plusieurs époques sont accessibles sous forme de cartes ou photos aériennes : la carte de Cassini (XVIIIe siècle), la carte d'état-major (1820-1866) et la période actuelle (1950 à aujourd'hui).

## Histoire
Avant 1789, la commune faisait partie de l'ancienne province du Bourbonnais issu de la seigneurie de Bourbon médiévale.

## Politique et administration

### Découpage territorial
Laféline dépendait du canton de Saint-Pourçain-sur-Sioule jusqu'en mars 2015 ; à la suite du redécoupage des cantons du département, elle fait désormais partie du canton de Souvigny.
Par arrêté préfectoral du 2 janvier 2024, la commune est retirée le 1er janvier 2024 de l'arrondissement de Moulins et rattachée à l'arrondissement de Vichy.

### Liste des maires
| Période                                  | Période                      | Identité               | Étiquette | Qualité                   |
| ---------------------------------------- | ---------------------------- | ---------------------- | --------- | ------------------------- |
| Les données manquantes sont à compléter. |                              |                        |           |                           |
| 1848                                     | 1858                         | Gilbert Dupoux         |           | Propriétaire aux Chapiats |
| 1858                                     | 1863                         | Michel Chanier         |           |                           |
| 1863                                     | 1870                         | Charles Collas         |           |                           |
| 1870                                     | 1872                         | Jean Colas             |           |                           |
| 1872                                     | 1874                         | Gilbert Gustave Dupoux |           |                           |
| 1874                                     | 1876                         | Claude Fondard         |           |                           |
| 1876                                     | 1892                         | François Roussat       |           |                           |
| 1892                                     | 1900                         | Gilbert Chanier        |           |                           |
| 1900                                     | 1925                         | Gilbert Chavenon       |           |                           |
| 1925                                     | 1935                         | François Pierre Bard   |           |                           |
| 1935                                     | 1941                         | Louis Bertrand         |           |                           |
| 1941                                     | 1945                         | Émile Bidet            | SE        | Agriculteur               |
| 1945                                     | 1965                         | Claude Lucien Fanaud   | PCF       | Agriculteur               |
| 1965                                     | 1977                         | Jean Désamais          | PCF       | Agriculteur               |
| 1977                                     | 1991                         | Roland Mortier         | PCF       | Agriculteur               |
| 1991                                     | En cours (au 8 juillet 2020) | Yves Sanvoisin         | PCF       | Agriculteur retraité      |

## Population et société

### Démographie
L'évolution du nombre d'habitants est connue à travers les recensements de la population effectués dans la commune depuis 1793. Pour les communes de moins de 10 000 habitants, une enquête de recensement portant sur toute la population est réalisée tous les cinq ans, les populations de référence des années intermédiaires étant quant à elles estimées par interpolation ou extrapolation. Pour la commune, le premier recensement exhaustif entrant dans le cadre du nouveau dispositif a été réalisé en 2008.

En 2022, la commune comptait 183 habitants, en évolution de −9,85 % par rapport à 2016 (Allier : −1,38 %, France hors Mayotte : +2,11 %).
| 1793 | 1800 | 1806 | 1821 | 1831 | 1836 | 1841 | 1846 | 1851 |
| ---- | ---- | ---- | ---- | ---- | ---- | ---- | ---- | ---- |
| 597  | 515  | 598  | 567  | 492  | 470  | 499  | 513  | 474  |

| 1856 | 1861 | 1866 | 1872 | 1876 | 1881 | 1886 | 1891 | 1896 |
| ---- | ---- | ---- | ---- | ---- | ---- | ---- | ---- | ---- |
| 500  | 491  | 527  | 570  | 618  | 659  | 615  | 621  | 600  |

| 1901 | 1906 | 1911 | 1921 | 1926 | 1931 | 1936 | 1946 | 1954 |
| ---- | ---- | ---- | ---- | ---- | ---- | ---- | ---- | ---- |
| 604  | 609  | 552  | 505  | 517  | 517  | 504  | 508  | 449  |

| 1962 | 1968 | 1975 | 1982 | 1990 | 1999 | 2006 | 2008 | 2013 |
| ---- | ---- | ---- | ---- | ---- | ---- | ---- | ---- | ---- |
| 400  | 339  | 308  | 226  | 178  | 173  | 189  | 193  | 204  |

| 2018 | 2022 | - | - | - | - | - | - | - |
| ---- | ---- | - | - | - | - | - | - | - |
| 192  | 183  | - | - | - | - | - | - | - |

## Culture locale et patrimoine

### Lieux et monuments

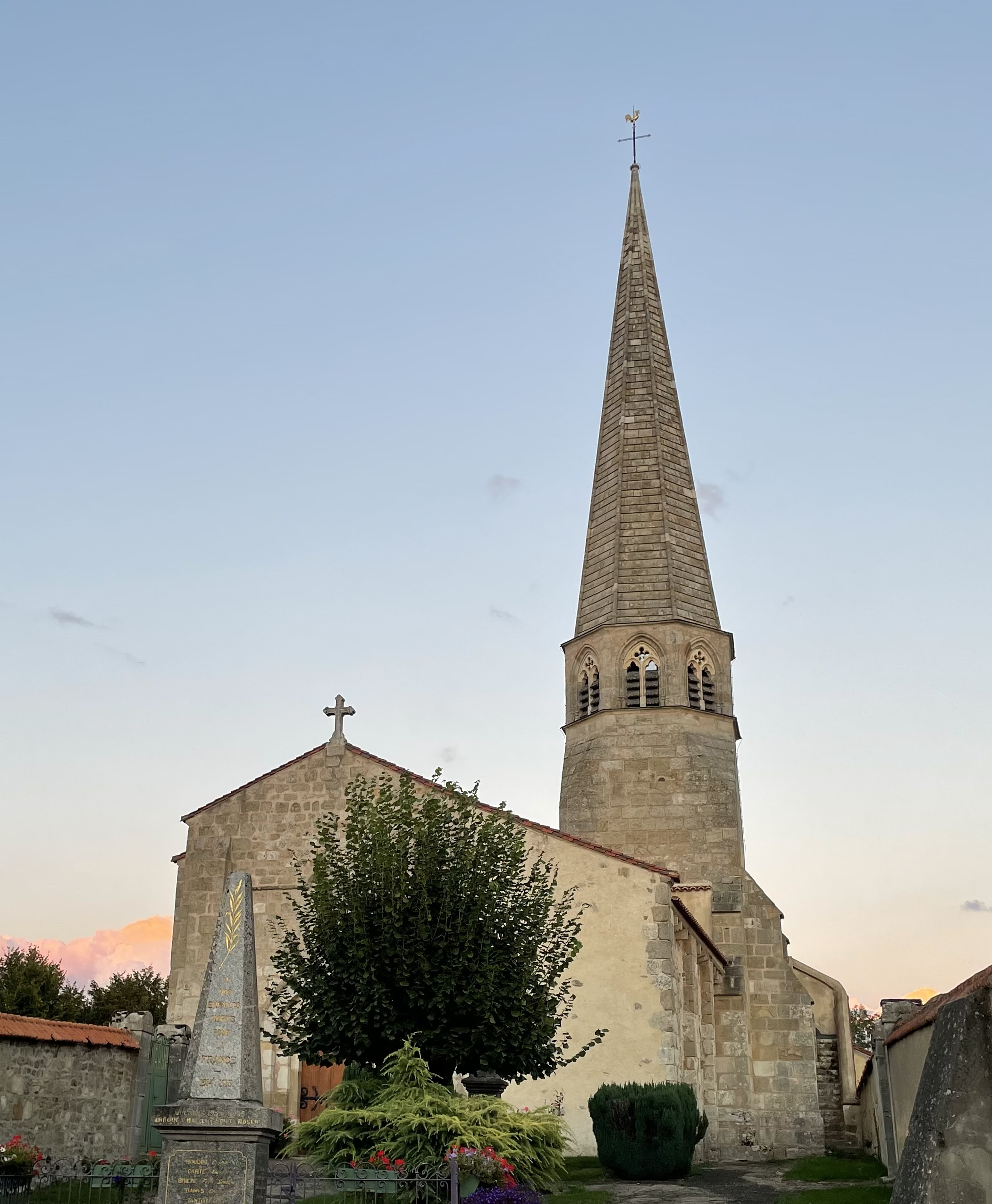
L'église Saint Martin (septembre 2022).

- L'église Saint-Martin, classée monument historique, se dresse sur une motte au centre du village. Elle conserve un clocher surmonté d'une haute flèche de pierre du XIVe siècle. Cette flèche, haute de 37 m, est l'une des plus élevées du Bourbonnais.
- Le prieuré de Reugny avec sa chapelle romane du XIIe siècle, inscrite monument historique, dont le portail originel se trouve au Musée des Cloîtres de New York.
- Le château du Bouchat (XIVe – XVe siècle, remanié), inscrit monument historique. Il se présente sous la forme d'un logis quadrangulaire couronné de mâchicoulis dominé par de hautes tours rondes qui le flanquent aux angles[23].